# Parageron turkmenicus
Parageron turkmenicus är en tvåvingeart som beskrevs av Paramonov 1947. Parageron turkmenicus ingår i släktet Parageron och familjen svävflugor.
Artens utbredningsområde är Turkmenistan. Inga underarter finns listade i Catalogue of Life.